# Miss Universo 1986
Miss Universo 1986, trentacinquesima edizione di Miss Universo, si è tenuta presso l'ATLAPA Convention Center di Panama, il 21 luglio 1986. L'evento è stato presentato da Bob Barker e Mary Frann. Bárbara Palacios, Miss Venezuela, è stata incoronata Miss Universo 1986.

## Risultati

### Piazzamenti
| Risultato finale   | Concorrente |
| ------------------ | --- |
| Miss Universo 1986 | - Venezuela - Bárbara Palacios Teyde |
| 2ª classificata    | - Stati Uniti - Christy Fichtner |
| 3ª classificata    | - Colombia - María Mónica Urbina Pugliese |
| 4ª classificata    | - Polonia - Brygida Bziukiewicz |
| 5ª classificata    | - Finlandia - Tuula Polvi |
| Top 10             | - Brasile - Deise Nunes de Souza - Cile - Mariana Villasante Aravena - Porto Rico - Elizabeth Robison Latalladi - Svizzera - Eveline Nicole Glanzmann - Zaire - Aimée Likobe Dobala |

### Punteggi alle sfilate finali
Vincitrice
     2ª classificata
     3ª classificata
     Top 6
     Top 10
(#) Posizione in ogni turno della gara
| Nazione     | Media preliminare | Intervista | Costume da bagno | Abito da sera | Media semifinale |
| ----------- | ----------------- | ---------- | ---------------- | ------------- | ---------------- |
| Venezuela   | 8.776 (2)         | 9.390 (1)  | 9.100 (2)        | 9.550 (1)     | 9.346 (1)        |
| Stati Uniti | 8.950 (1)         | 8.880 (3)  | 9.380 (1)        | 9.490 (2)     | 9.250 (2)        |
| Polonia     | 8.276 (7)         | 9.030 (2)  | 9.000 (3)        | 9.000 (6)     | 9.010 (3)        |
| Colombia    | 8.310 (5)         | 8.850 (4)  | 8.620 (7)        | 9.340 (3)     | 8.936 (4)        |
| Finlandia   | 8.530 (3)         | 8.470 (5)  | 8.880 (4)        | 9.120 (5)     | 8.823 (5)        |
| Brasile     | 8.289 (6)         | 8.175 (9)  | 8.810 (5)        | 9.160 (4)     | 8.715 (6)        |
| Zaire       | 8.266 (8)         | 8.365 (6)  | 8.580 (8)        | 8.920 (7)     | 8.621 (7)        |
| Svizzera    | 8.256 (10)        | 8.020 (10) | 8.740 (6)        | 8.870 (8)     | 8.543 (8)        |
| Cile        | 8.480 (4)         | 8.230 (8)  | 8.490 (9)        | 8.780 (9)     | 8.500 (9)        |
| Porto Rico  | 8.260 (9)         | 8.260 (7)  | 8.330 (10)       | 8.660 (10)    | 8.416 (10)       |

### Riconoscimenti speciali
| Riconoscimento        | Concorrente                                                                                        |
| --------------------- | -------------------------------------------------------------------------------------------------- |
| Best National Costume | - Brasile - Deise Nunes de Souza - Cile - Mariana Villasante Aravena - Panama - Gilda García López |
| Miss Congeniality     | - Guam - Dina Reyes Salas                                                                          |
| Miss Photogenic       | - Italia - Susanna Huckstep                                                                        |

## Concorrenti
- Argentina - María de los Ángeles Fernández Espadero
- Aruba - Mildred Jacqueline "Jacky" Semeleer
- Australia - Christina Lucinda Bucat
- Austria - Manuela Redtenbacher
- Bahamas - Marie Brown
- Barbados - Roslyn Irene Williams
- Belgio - Goedele Maria Liekens
- Belize - Romy Ellen Taegar
- Bolivia - Elizabeth O'Connor D'Arlach
- Brasile - Deise Nunes de Souza
- Canada - Renee Newhouse
- Cile - Mariana Villasante Aravena
- Cipro - Christina Vassaliadou
- Colombia - María Mónica Urbina Pugliesse
- Corea del Sud - Bae Young-ran
- Costa d'Avorio - Marie Françoise Kouame
- Costa Rica - Aurora Velásquez Arigño
- Curaçao - Christine Joyce Denise Sibilo
- Danimarca - Helena Christensen
- Ecuador - Verónica Lucía Sevilla Ledergerber
- El Salvador - Vicky Elizabeth Cañas Álvarez
- Filippine - Violeta Arsela Enriquez Naluz
- Finlandia - Tuula Irmeli Polvi
- Francia - Catherine Carew (da Guadalupa)
- Galles - Tracey Rowlands
- Gambia - Rose Marie Eunson
- Germania - Birgit Jahn
- Giamaica - Liliana Antoinette Cisneros
- Giappone - Hiroko Esaki
- Gibilterra - Gail Anne May Francis
- Grecia - Vasilia "Silia" Mantaki
- Guam - Dina Ann Reyes Salas
- Guatemala - Christa Kalula Wellman Girón
- Honduras - Sandra Natalie Navarrete Romero
- Hong Kong - Robin Mae San Lee
- India - Mehr Jessia
- Inghilterra - Joanne Ruth Sedgley
- Irlanda - Karen Ann Shevlin
- Islanda - Þora Þrastardóttir
- Isole Cook - Lorna Sawtell
- Isole Marianne Settentrionali - Christine Guerrero
- Isole Vergini Americane - Jasmine Olivia Turner
- Isole Vergini Britanniche - Shereen Desmona Flax
- Israele - Nilly Drucker
- Italia - Susanna Huckstep
- Libano - Reine Philip Barakat
- Lussemburgo - Martine Christine Georgette Pilot
- Malaysia - Betty Chee Nyuk Pit
- Malta - Antoinette Zerafa
- Messico - Alejandrina "Connie" Carranza Ancheta
- Norvegia - Tone Henriksen
- Nuova Zelanda - Christine Atkinson
- Paesi Bassi - Caroline Veldkamp
- Panama - Gilda García López
- Papua Nuova Guinea - Anna Wild
- Paraguay - Johanna Kelmer Joja
- Perù - Karin Mercedes Lindemann García
- Polonia - Brygida Elzbieta Bziukiewicz
- Porto Rico - Elizabeth Robison Latalladi
- Portogallo - Mariana Dias Carriço
- Rep. Dominicana - Lissette Chamorro
- La Riunione - Geneviève Lebon
- Samoa - Tui Kaye Hunt
- Scozia - Natalie M. Devlin
- Singapore - Farah Lange
- Spagna - Concepción "Concha" Isabel Tur Espinosa
- Sri Lanka - Indra Kumari
- Stati Uniti - Christiane Crane Fichtner
- Svezia - Anne Lena Rahmberg
- Svizzera - Eveline Nicole Glanzmann
- Thailandia - Thaveeporn Klungpoy
- Trinidad e Tobago - Candace Jennings
- Turchia - Demet Basdemir
- Turks e Caicos - Barbara Bulah Mae Capron
- Uruguay - Norma Silvana García Lapitz
- Venezuela - Bárbara Palacios Teyde
- Zaire -  Aimee Likobe Dobala